# Landwirtschaftliche und Veterinärmedizinische Universität Iași

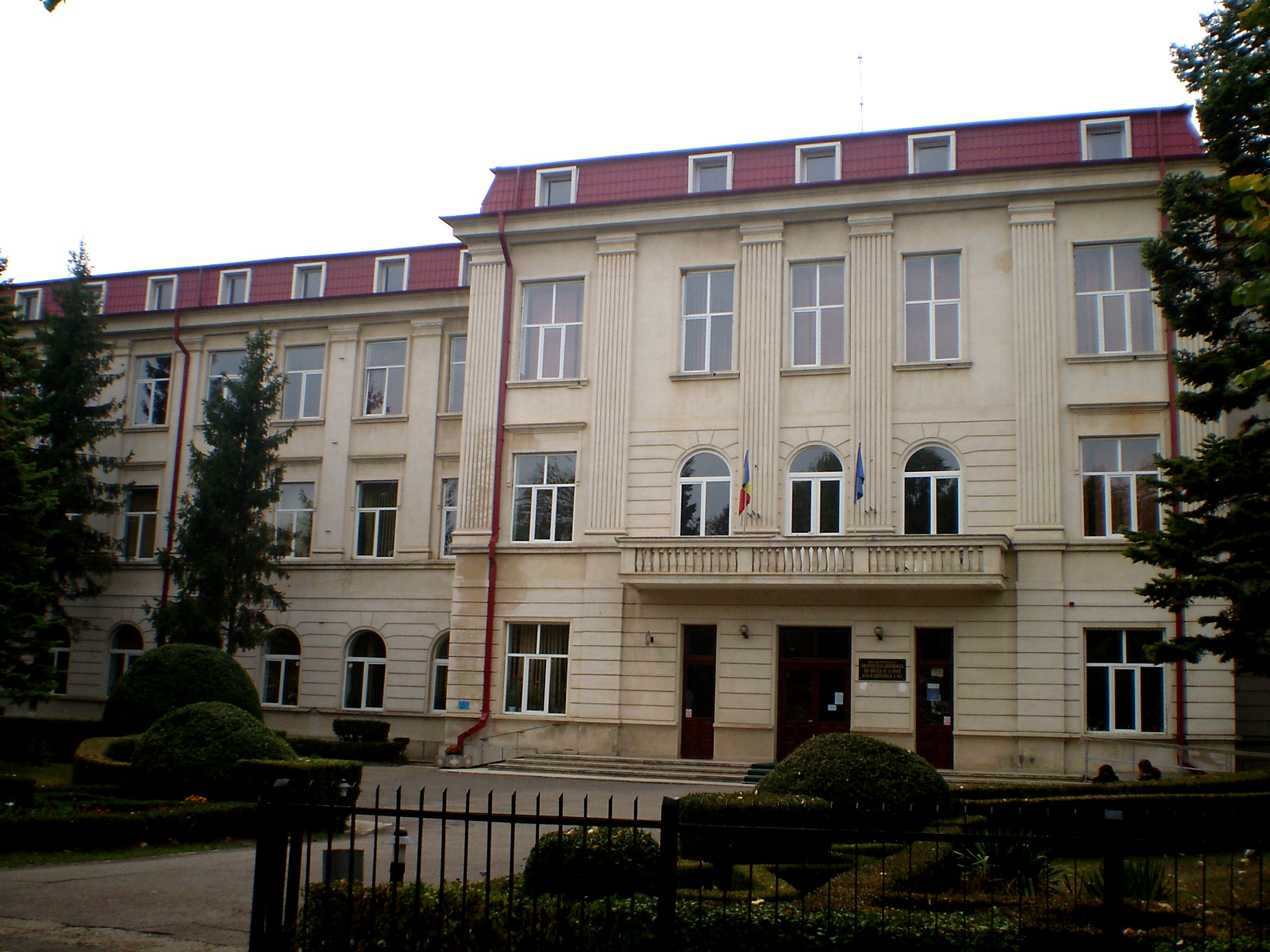
Universität für Agrarwissenschaften und Veterinärmedizin Ion Ionescu Brad

Die Landwirtschaftliche und Veterinärmedizinische Universität « Ion Ionescu de la Brad » Iași (auch: Universität für Landwirtschaft und Veterinärmedizin « Ion Ionescu de la Brad » aus dem rumänischen: Universitatea de Științe Agricole și Medicină Veterinară « Ion Ionescu de la Brad ») ist eine staatliche Landwirtschaftliche und Veterinärmedizinische Universität in der rumänischen Stadt Iași.
Die Gründung erfolgte 1941. Es gibt vier Fakultäten.
- Fakultät Landwirtschaft
- Fakultät Gartenbau
- Fakultät Tierhaltung
- Fakultät Tiermedizin